# Jequitinhonha
Pour l’article homonyme, voir Rio Jequitinhonha.
Jequitinhonha est une municipalité brésilienne de l'État du Minas Gerais et de la Microrégion d'Almenara.